# Brian Walton (cyclisme)
Brian Walton, né le 18 décembre 1965 à Ottawa, est un coureur cycliste canadien. Professionnel de 1987 à 2000, il a notamment été médaillé d'argent de la course aux points aux Jeux olympiques de 1996 à Atlanta, et médaillé d'or de la course aux points aux Jeux panaméricains de 1995 et de la course en ligne aux mêmes Jeux et à ceux de 1999. Son fils Jonas est lui aussi coureur cycliste. 

## Palmarès
- 1985
  - Prologue du Tour du Texas
- 1987
  - 2e du championnat du Canada sur route amateurs
- 1988
  -  Champion du Canada sur route
  - 4e et 8e étapes du Tour du Texas
  - Gastown Grand Prix
  - 2e du Tour du Texas
- 1989
  - Milk Race :
    - Classement général
    - 9eb étape
- 1990
  - 4e étape de l'International Cycling Classic
  - 5eb étape du Tour du Pays basque
  - 2e de Cholet-Pays de Loire
  - 3e du Grand Prix Eddy Merckx (contre-la-montre)
- 1991
  - Tour de Bavière :
    - Classement général
    - Prologue, 2eb et 4e étapes

  - 4e étape de l'International Cycling Classic
- 1993
  - 13e étape du Herald Sun Tour
  - 2e et 5e étapes du Tour de la Willamette
  - 5e étape du Tour de Bisbee
  - 2e du Herald Sun Tour
- 1994
  - Tour de White Rock
  - Tour de la Willamette
  - 3e de la Cascade Classic
- 1995
  -  Médaillé d'or de la course en ligne aux Jeux panaméricains
  - Tour de White Rock
  - 2e étape de la Valley of the Sun Stage Race
  - 3e de la West Virginia Classic
  - 3e de la Valley of the Sun Stage Race
- 1996
  - Saint Valentine's Stage Race
- 1997
  - 2e étape du Circuit des mines
  - 3e étape de la Stage Race Norman
  - 8e étape du Tour de Langkawi
  - 2e de la Fitchburg Longsjo Classic
  - 2e du championnat du Canada du contre-la-montre
- 1998
  - Prologue de la Fitchburg Longsjo Classic
  - Fyen Rundt
  - 2e du championnat du Canada sur route
  - 2e du championnat du Canada du contre-la-montre
  - 3e de la Fitchburg Longsjo Classic
- 1999
  -  Médaillé d'or de la course en ligne aux Jeux panaméricains
  - 6e étape du Tour du Japon
  - 2e du championnat du Canada du contre-la-montre
  - 2e du Philadelphia International Championship
- 2000
  - 1re et 3e étapes du Tour de Blacksburg
  - 3e du championnat du Canada sur route

## Palmarès sur piste

### Jeux olympiques
- Atlanta 1996
  -  Médaillé d'argent de la course aux points
- Sidney 2000
  - 9e de la course aux points

### Coupe du monde
- 1997
  - 1er de la course aux points à Trexlertown
- 1998
  - 1er de la course aux points à Victoria
- 1999
  - 1er de la course aux points à Manchester

### Jeux du Commonwealth
- Victoria 1994
  -  Médaillé de bronze des 10 miles

### Jeux panaméricains
- Mar del Plata 1995
  -  Médaillé d'or de la course aux points
  -  Médaillé de bronze de la poursuite

### Championnats nationaux
- Champion du Canada de la course aux points en 1983 et 1984

## Palmarès en cyclo-cross
- 1997
  - Cyclo-cross de Hagerstown, Hagerstown
- 1999
  - 3e du championnat du Canada de cyclo-cross